# Mazda Porter
El Mazda Porter (マツダ・ポーター, Matsuda Pōtā/マツダ・ポーターキャブ, Matsuda Pōtā Kyabu) fou un model d'automòbil lleuger o kei car produït pel fabricant d'automòbils japonés Mazda entre els anys 1968 i 1989. Disponible en diverses carrosseries i combinacions, el Mazda Porter va competir durant la seua vida comercial amb models com ara els Daihatsu Hijet, Daihatsu Fellow Van, Honda N360, Honda Life, Honda TN360, Mistubishi 360, Mistubishi Minica, Mitsubishsi Minicab, Subaru R-2, Subaru Sambar, Subaru Rex i Suzuki Carry, entre d'altres.

## Porter (1968-1976)

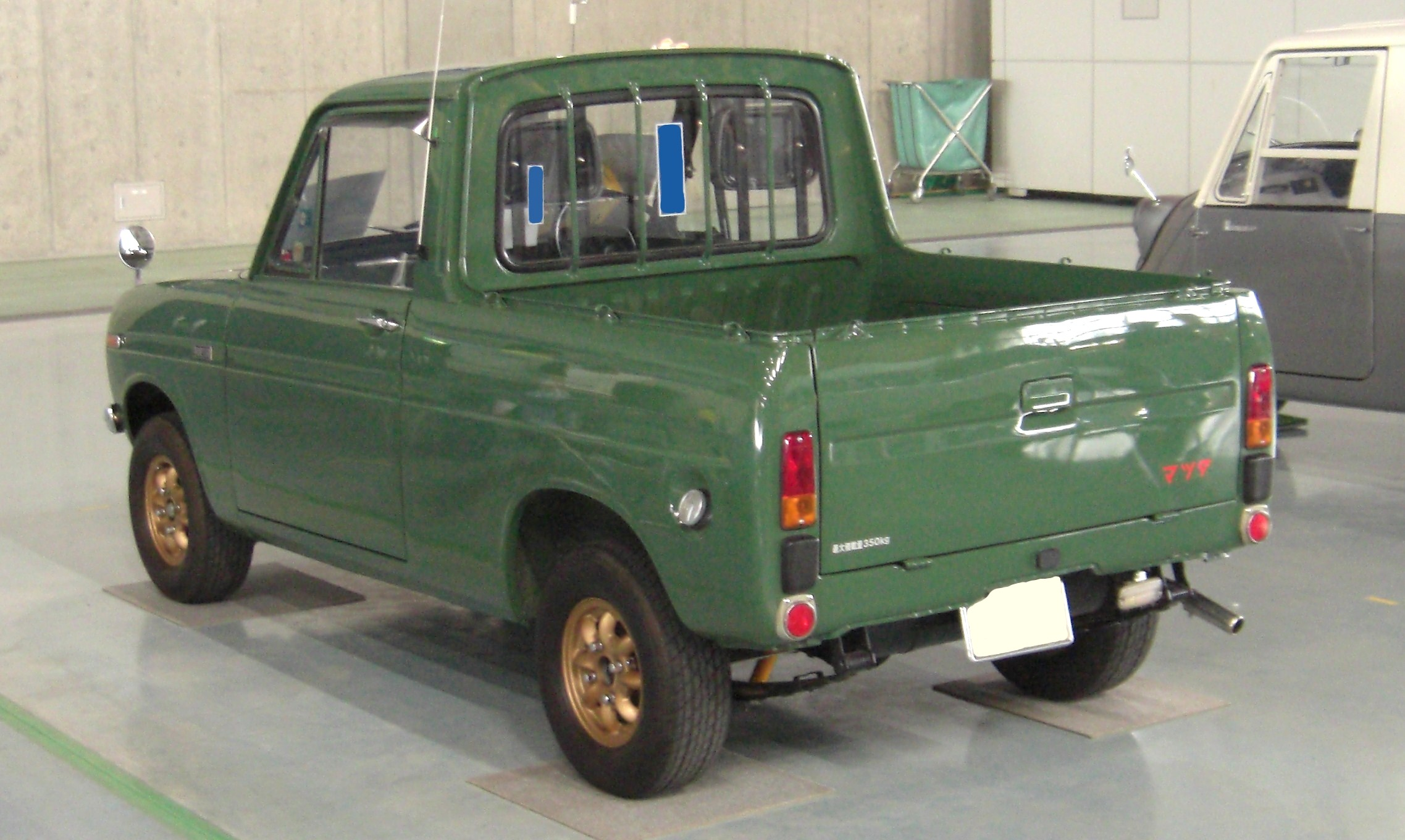
Darrera del Mazda Porter Truck

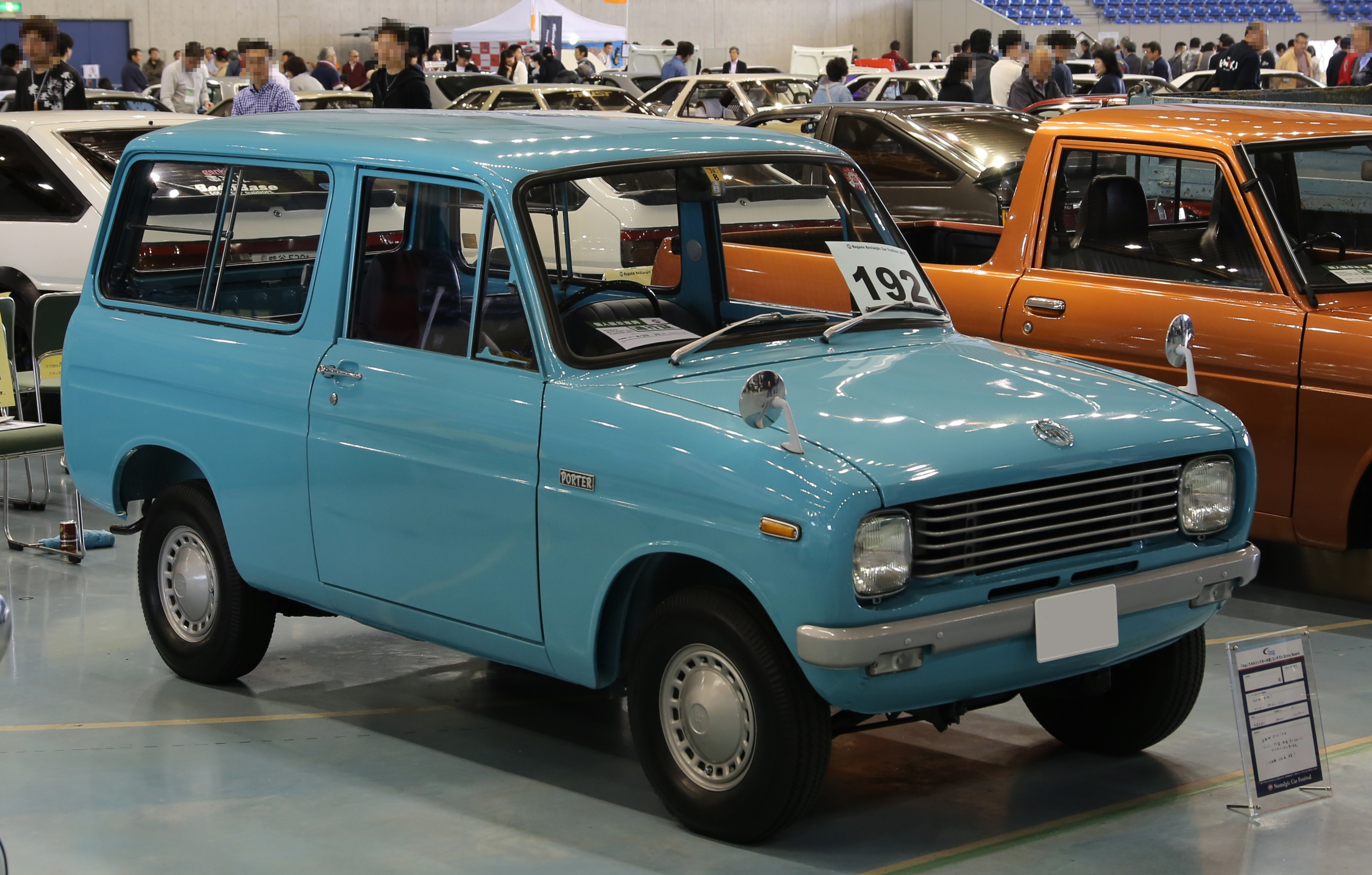
Mazda Porter Van (1969)

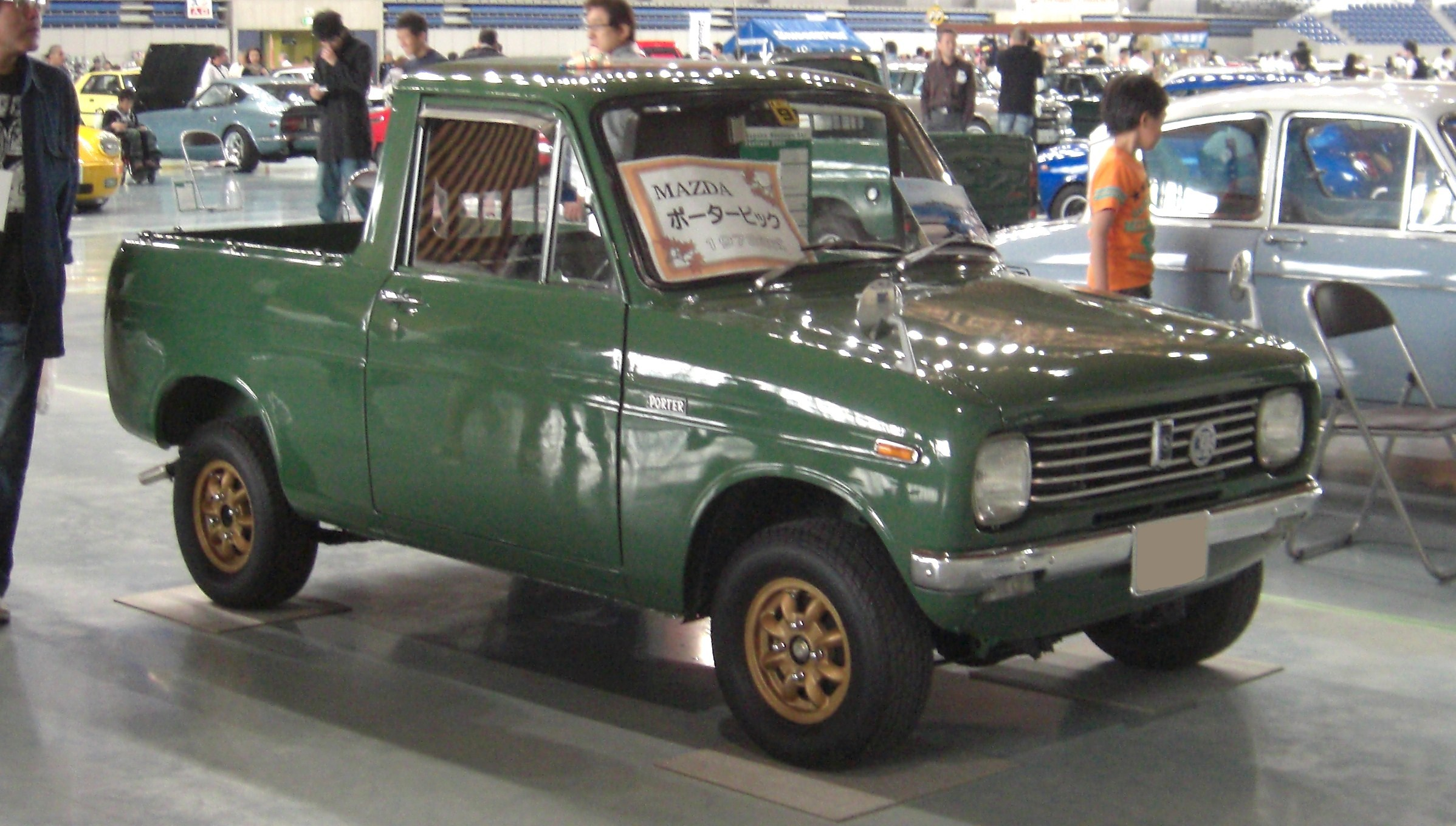
Mazda Porter Truck

Disponible amb carrosseria camioneta o truck (KBDB33) i furgoneta o van (KBDBV), el primer Porter (E360 als mercats d'exportació) fou produït entre el novembre de 1968 i l'abril de 1976. El model estava basat en el Mazda B360, el seu predecessor al qual substituïa, però amb un nou disseny de carrosseria. Aquesta generació fou breument produïda a Sud-àfrica; 942 unitats del E360 foren muntades entre els anys 1969 i 1970.
Inicialment, el motor equipat al Porter era el mateix que el del B360: un motor de quatre cilindres en línia i quatre temps de 358 centímetres cúbics (cc) i 20 cavalls de potència (cv). No obstant, el febrer de 1973 comença a equipar el motor del Mazda Chantez: un motor de dos cilindres en línia i dos temps refrigerat per aigua, 359 cc i 35 cv. El canvi anà acompanyat d'un lleugers retocs estilístics, coneguts des d'aleshores amb el codi KBAA i KBAAV. El gener de 1975 el model fou modificat per a acollir noves i més grans matrícules i la potència del motor fou rebaixada a 32 cv per tal d'acoplar-se a les noves i exigents lleis d'emissions. La batalla era de 1.995 metres amb suspensió de ballesta al darrere, el pes era de 475 quilograms (kg) i la carga màxima era de 300 kg.
Aquesta primera "generació" del Mazda Porter deixà de produir-se l'any 1976 amb l'entrada en vigor de les noves normes dels kei cars que permetien nous motors i dimensions totals més grans.

## Porter Cab 360 (1969-1977)

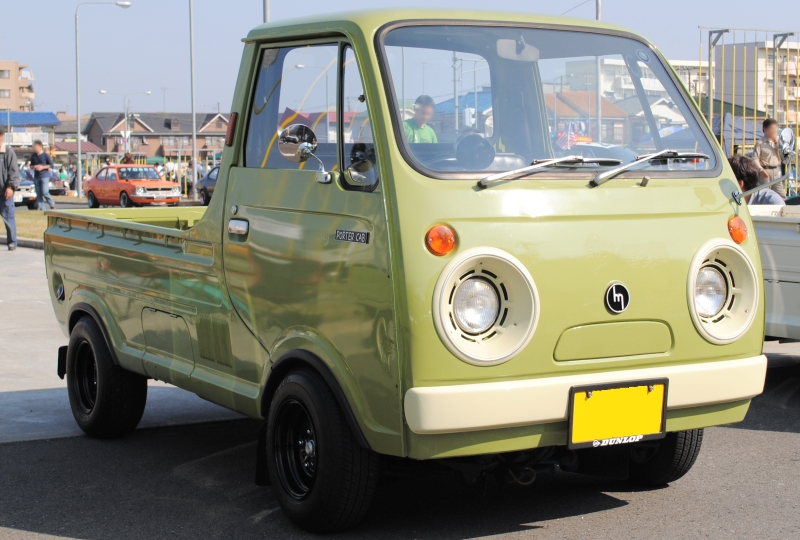
Mazda Porter Cab 360

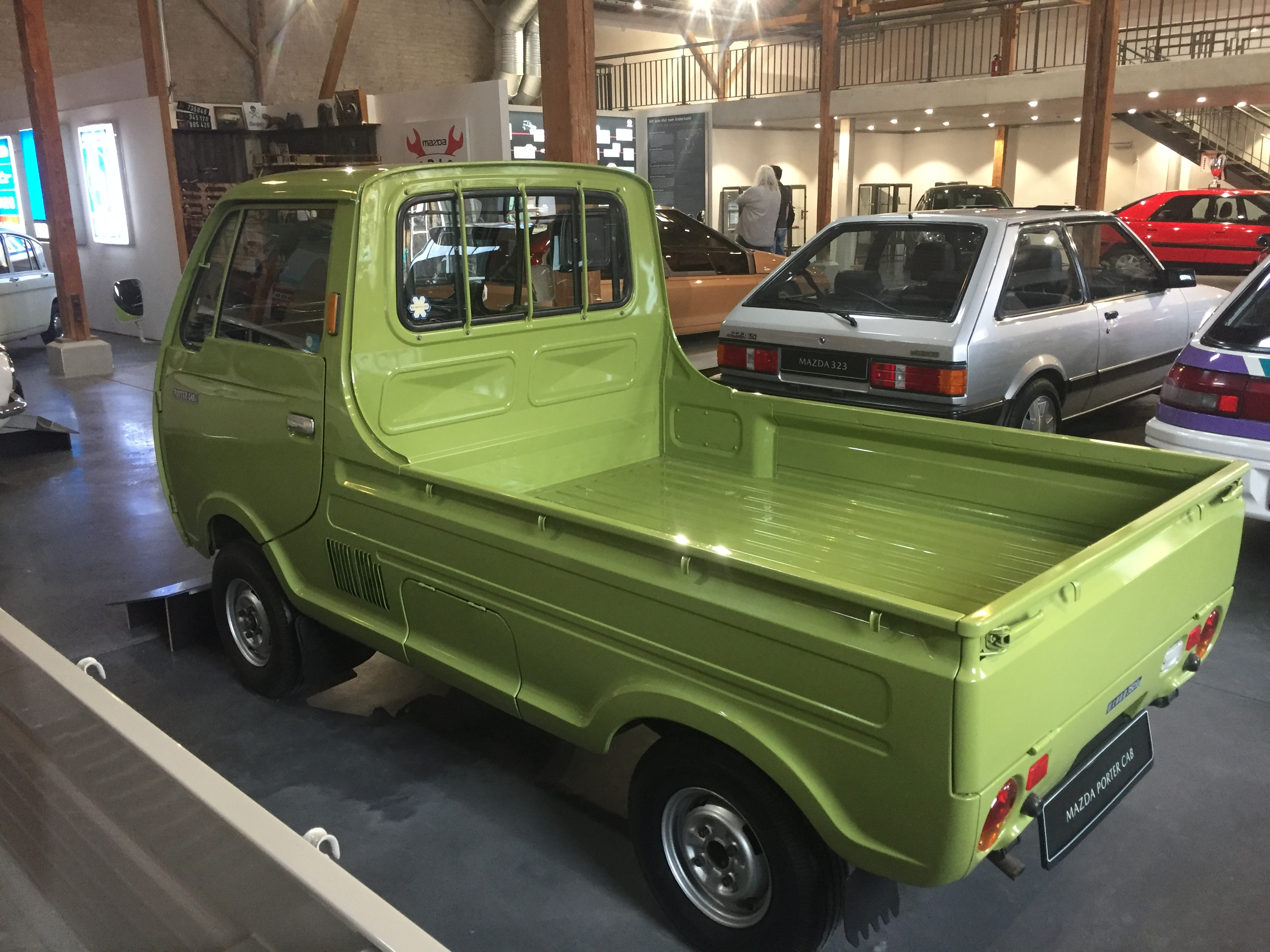
Darrera del Mazda Porter Cab

El Mazda Porter Cab, de nom en codi KECA53, fou introduït a la gama el març de 1969. Igualment que amb el Porter, el Porter Cab fou anomenat Mazda E360 en alguns mercats d'exportació. La carrosseria era un Cab over o camioneta-tractor amb una batalla de 1.835 mil·límetres equipat amb un motor de dos cilindres en línia i dos temps de 359 centímetres cúbics (cc) i 23 cavalls de potència (cv) a 5500 revolucions per minut (rpm). Aquest fou el primer motor de dos temps de Mazda. La velocitat màxima era de 90 quilòmetres per hora (km/h). El Porter Cab, amb els seus peculiars fars davanters, donà ràpidament una imatge de "sorpresa" al públic. El preu de la versió bàsica, el Porter Cab Standard, en el moment del seu llançament era de 308.000 iens. El juliol de 1969 va eixir al mercat la versió luxosa, el Porter Cab DeLuxe, amb un preu de 335.000 iens.
El febrer de 1970 el model va rebre uns canvis estètics com ara unes noves portes amb finestres amb vidres baixants en lloc de desllisants i incorporant un tros de vidre fixe. Una boca de ventilació fou afegida a la part frontal. El febrer de 1973, el Porter Cab va rebre com el Porter el nou motor derivat del Mazda Chantez, que produïa 30 cv (5 menys que al Chantez) a 6000 rpm.
El gener de 1975 el Porter Cab fou també lleugerament modificat per tal d'acollir millor les noves i més grans plaques de matrícules. L'abril de 1976 el model va rebre una modificació al motor que li permetia complir amb les noves normes d'emissions aprovades l'any 1975, denominant-se el model amb el codi PC3A des d'aleshores. També va canviar l'únic color de carrosseria disponible, que passà de ser verd poma a blanc.
Finalment, l'agost de 1977 el model patí una sèrie de canvis importants; el més gran el de motor, que passà de 360 cc a 550 cc, d'acord amb la nova llei de kei cars.

## Porter Cab 550 (1977-1989)

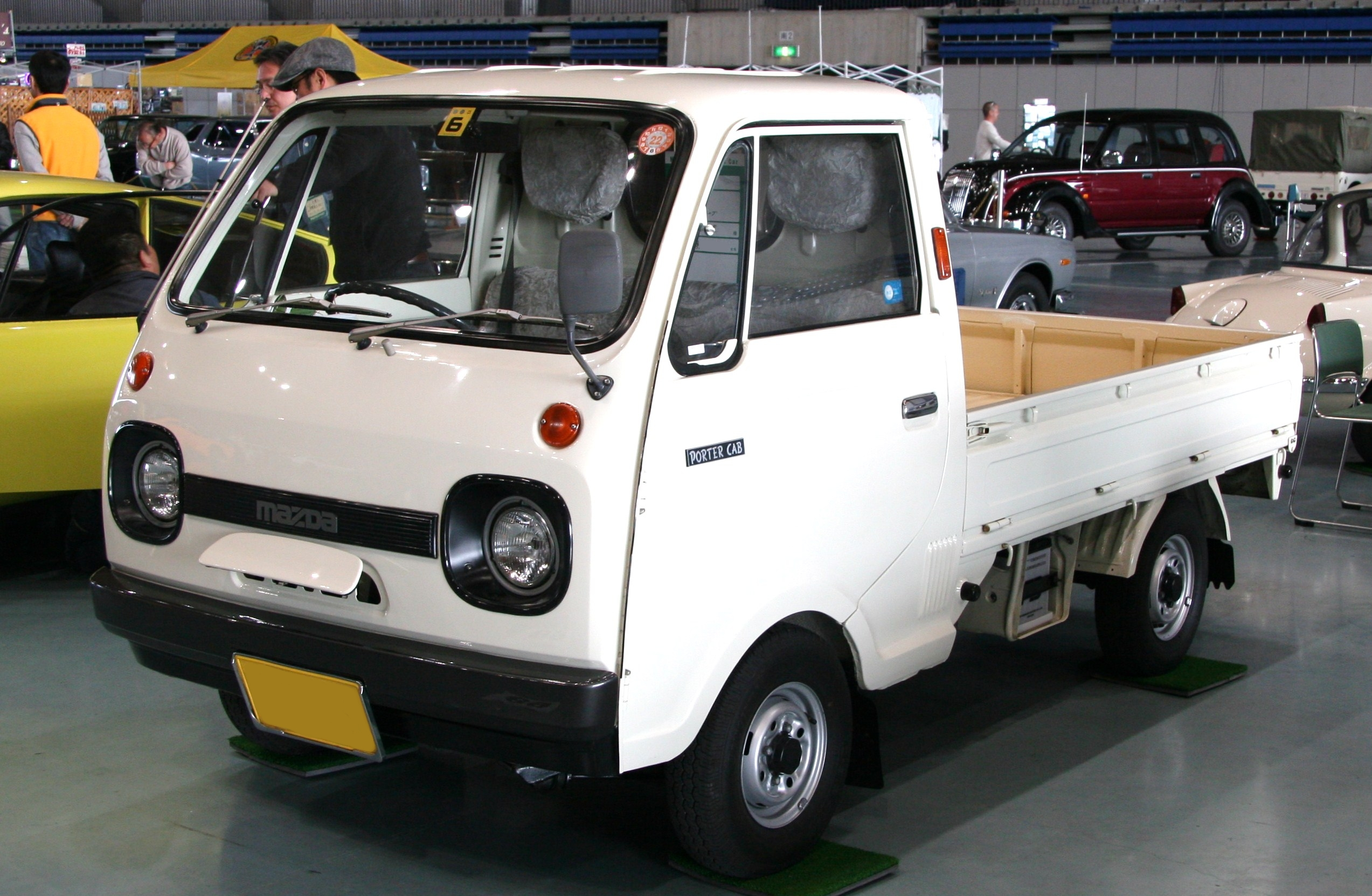
Mazda Porter Cab (1985-1989)

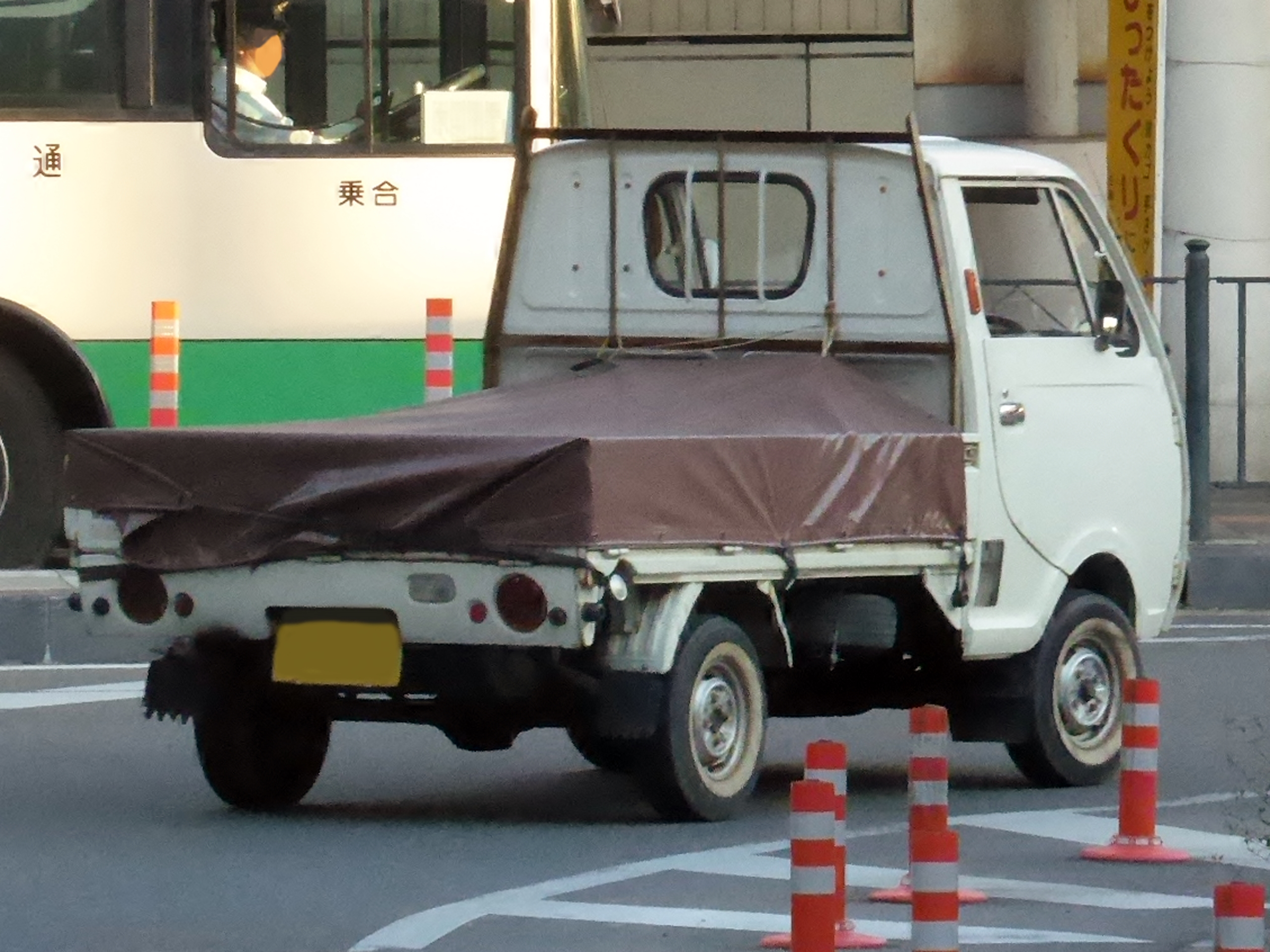
Darrera del Mazda Porter Cab 550

Quan l'any 1976 canviaren les lleis per als kei cars, Mazda va decidir no traure al mercat un nou model o desenvolupar un nou motor de 550 cc degut a les aleshores baixes vendes d'aquests vehicles. En el seu lloc, van deixar de produir el Mazda Chantez i el Porter camioneta o truck i començaren a comprar motors Mitsubishi per a equipar en els nous Mazda Porter Cab (PC4D). La nova generació fou ampliada 100 mil·límetres (mm) i allargada 200 mm, pràcticament a partir de l'eix darrer, ja que la batalla de 1.835 mm romangué intacta. Les dimensions eren aleshores de 3.195 mm per 1.395 mm juntament amb els canvis abans esmentats. El model també incorporava un motor de dos cilindres en línia i dos temps de 546 centímetres cúbics (cc) de cilindrada i 29 cavalls de potència (cv) a 5500 revolucions per minut (rpm). Els antics fars redons van esdevindre quadrats, donant-li així al model una aparença més convencional. L'any 1979 el motor va guanyar dos cavalls addicionals.
La segona generació del Mazda Porter Cab estava disponible només en un color de carrosseria blau cel amb els fars davanters i para-xocs en gris clar i l'interior en tapisseria negra; no obstant, a partir del redisseny de 1983 el model passà a estar disponible només en color blanc. Aquesta versió revisada va equipar el nou motor Vulcan II Mitsubishi, una revisió més eficient de l'antic propulsor, mentre que la potència romangué igual. Els plàstics de la carrosseria passaren a tindre un color gris fosc i l'interior, una tapisseria marró.
L'any 1985 el model va rebre un nou redisseny menor, amb els plàstics de la carrosseria passant a color negre, així com també una banda negra travessant la part frontal entre els dos fars. El motor passà a tindre d'una cadena a una corretja de distribució i l'interior canvià a color gris. Començà a incorporar-se l'aire condicionat com a opció. El 1987 el Mitsubishi Minicab va rebre un nou motor de tres cilindres en línia, el Porter Cab però continuà amb l'antic propulsor bicilíndric. El juny de 1989, després de vint anys de producció continua amb només lleugers retocs, s'aturà la producció del Mazda Porter Cab. El model fou substituït per l'Autozam Scrum, un OEM del Suzuki Carry.